# Професіональна хокейна ліга (Україна)
Професіональна хокейна ліга (ПХЛ) — об'єднання провідних хокейних клубів України, створене 25 липня 2011 року. Припинила діяльність у 2013 році.

## Створення
В установчих зборах у Києві 25 липня 2011 року, на яких створено Об'єднання хокейних клубів «Професіональна хокейна Ліга» (ПХЛ), взяли участь відомі українських хокеїсти, тренери, представники Федерації хокею України, представники влади та уповноважені представники дев'яти клубів-засновників:
- «Беркут» (Київ)
- «Білий Барс» (Київська область)
- «Донбас» (Донецьк)
- «Компаньйон-Нафтогаз» (Київ)
- «Леви» (Львів)
- «Сокіл» (Київ)
- «Динамо» (Харків)
- «Вінницькі Гайдамаки» (Вінниця)

На зборах було затверджено Статут ПХЛ, обрано наглядову раду, куди увійшли: президент ФХУ Анатолій Брезвін, заступник Голови Державної служби молоді та спорту України Вадим Сисюк, професор НУФВСУ, заслужений тренер України Михайло Воробйов, екс-хокеїст збірних СРСР та України Дмитро Христич, а також заслужений тренер України Олексій Богінов.
Генеральним директором ПХЛ обраний Юрій Загородній.

## Завдання та регламент
Створення ПХЛ передбачає нові підходи до фінансування хокею, забезпечення матеріально-технічної бази українського хокею, формування спортивного резерву, запобігання відтоку професійних гравців та тренерів закордон. ПХЛ відкрита для українських хокейних клубів. Кількість учасників — 8 команд. Засновниками ПХЛ є 8 клубів: «Сокіл» (Київ), «Беркут» (Київ), «Донбас-2» Донецьк, «Компаньон-Нафтогаз» (Київ), «Харківські Акули» (Харків), «Вінницькі Гайдамаки» (Вінниця), «Білий Барс» (Бровари), «Леви» (Львів).
Склад команди: щонайменше 17 гравців (3 повних ланки та 2 воротарі), що мають контракти мінімум до кінця сезону, серед яких може бути щонайбільше 7 легіонерів.
Кожна команда повинна мати договір з дитячою школою, а з часом утворити свою ДЮСШ. У перший рік існування ліги — одна вікова група, на наступний рік — ще одна і так далі.
За попередніми даними мінімальний бюджет кожного клубу повинен бути встановлений на рівні 300 тисяч доларів США. Керівництво ліги веде переговори щодо телетрансляцій поєдинків ПХЛ.
Перший сезон стартує у вересні 2011, а завершиться у квітні 2012 року.

## Таблиця призерів
| Сезон   | Чемпіон          | Срібний призер  | Бронзовий призер |
| ------- | ---------------- | --------------- | ---------------- |
| 2011—12 | Донбас-2 Донецьк | Сокіл Київ      | Беркут Київ      |
| 2012—13 | Донбас-2 Донецьк | Компаньйон Київ | Сокіл Київ       |

## Географічне розташування
| •Вінницькі Гайдамаки •Білий Барс •Леви •Донбас-2 •Динамо •Беркут Сокіл ,Компаньйон • |

## Призупинення проекту
У сезоні 2013-14 років мав відбутися третій розіграш чемпіонату України з хокею під егідою ПХЛ. Однак у зв'язку з низкою скандалів у попередньому сезоні та відсутністю титульного спонсора ліги, проведення турніру опинилося під загрозою. Все ж, 17 липня 2013-го, під час загальних зборів клубів ПХЛ, свою участь у чемпіонаті підтвердили п'ять клубів. Також на цих зборах була прийнята відставка Юрія Загороднього. Виконувачем обов'язків ген. директора ліги було призначено Юрія Говоруху.
Проте, вже 1 жовтня 2013 року стало відомо, що проведення чергового чемпіонату ПХЛ не відбудеться. Обов'язки організатора ЧУ знову повернулися до ФХУ.